# Tuhukanti
Tuhukanti és un títol semblant al de príncep hereu que es donava a l'Imperi Hitita al príncep que el rei havia designat com a successor. Apareix esmentat per primera vegada en el regnat d'Arnuwandas I, però podria ser anterior.